# کارتساگ
شهر کارتساگ (به مجاری: Karcag) در یاس-نادی‌کون-سولنوک در کشور مجارستان واقع شده‌است. جمعیت این شهر ۲۱٫۴۳۹ نفر است.